# Kenji Ōba
Kenji Ōba (jap. 大場 健史, Ōba Kenji; * 14. August 1967 in der Präfektur Kanagawa) ist ein ehemaliger japanischer Fußballspieler.

## Karriere
Ōba erlernte das Fußballspielen in der Schulmannschaft der Asahi High School. Seinen ersten Vertrag unterschrieb er 1986 bei Nissan Motors. Der Verein spielte in der höchsten Liga des Landes, der Japan Soccer League. 1991 wechselte er zum Zweitligisten Sumitomo Metal. Mit Gründung der Profiliga J.League 1992 und der damit verbundenen Neuorganisation des japanischen Fußballs wurde der Sumitomo Metal zu Kashima Antlers. 1993 wurde er mit dem Verein Vizemeister der J1 League. Für den Verein absolvierte er 50 Spiele. 1995 wechselte er zum Ligakonkurrenten Kashiwa Reysol. Für den Verein absolvierte er 28 Erstligaspiele. 1997 wechselte er zum Zweitligisten Kawasaki Frontale. Ende 1998 beendete er seine Karriere als Fußballspieler.

## Erfolge
Nissan Motors
- Japan Soccer League

Meister: 1988/89, 1989/90
Vizemeister: 1990/91
- JSL Cup

Sieger: 1988, 1989, 1990
Finalist: 1986
- Kaiserpokal

Sieger: 1988, 1989
Finalist: 1990
Kashima Antlers 
- J1 League

Vizemeister: 1993
- Kaiserpokal

Finalist: 1993